# Бірлестік (Айиртауський район)
Бірлесті́к (каз. Бірлестік) — село у складі Айиртауського району Північноказахстанської області Казахстану. Входить до складу Камсактинського сільського округу.
Населення — 389 осіб (2021; 591 у 2009, 594 у 1999, 618 у 1989).
Національний склад станом на 1989 рік:
- казахи — 100 %.